# Cheshmeh Gholāmī
Cheshmeh Gholāmī (persiska: چشمه غلامی) är en ort i Iran.   Den ligger i provinsen Kermanshah, i den västra delen av landet, 500 km väster om huvudstaden Teheran. Cheshmeh Gholāmī ligger 1 532 meter över havet och antalet invånare är 474.
Terrängen runt Cheshmeh Gholāmī är huvudsakligen kuperad, men den allra närmaste omgivningen är platt.Runt Cheshmeh Gholāmī är det ganska glesbefolkat, med 39 invånare per kvadratkilometer. Närmaste större samhälle är Eslāmābād-e Gharb, 19,2 km nordost om Cheshmeh Gholāmī. Omgivningarna runt Cheshmeh Gholāmī är i huvudsak ett öppet busklandskap.